# 黄胤灵
黄胤灵（Noorman Widjaja，1948年—），男，德国籍华人，著名指挥家。
祖籍中国福建，出生于印度尼西亚。1970年至1977年在德国师从格哈德·普切特攻读钢琴专业，1977年至1982年师从汉斯·马丁攻读指挥专业，1982年至1990年担任纽伦堡国家剧院指挥。作为客席指挥，曾与众多欧洲、亚洲交响乐团共同演出。
其父黄武殿是印尼著名华人作曲家。